# パンローリング
パンローリング株式会社は、日本の出版社。主に株式やFX、商品先物などの投資関連の翻訳書・解説書・小説・復刊コミックを刊行している。以前は法経書専門の出版取次「明文図書」との取引を除き、基本的には書店との直取引による委託販売を主としてきたが、2005年からはトーハン・日販などの大規模取次店とも取引している。またこのほかに、コンピューターソフトの開発や販売、セミナー企画、物品販売サイトの運営などの事業も行っている。

## 主な事業
- ソフトウェア（Software）事業

投資関連のチャートソフトや、ウインドウズのアプリケーションの企画開発、過去の相場データのCD-ROMなどを提供する。
- 出版（Publishing）事業

株式、FX、先物、システムトレード、オプション、資金管理、投資心理学、海外投資など、多様なマーケット関連、投資関連の書籍、及び、海外の書籍の翻訳本を出版する。
- セミナー・DVD （Seminar・DVD）事業

個人投資家の為の投資家イベント、投資セミナーを開催していく。また、書籍出版した内容を映像ソフト・DVDにして販売していく。
- トレーダーズショップ（Traders Shop）事業

日本一の品ぞろえと売上を誇る投資家向け専門店「トレーダーズショップ」 (www.tradersshop.com)を設置し、個人投資家のためのコンビニエンスストアとして、展開していく。
- オーディオブック（Audio Book）事業

「耳で聞く本」を目指して、歴史的名著、ビジネス・自己啓発、趣味・実用、語学、などのコンテンツを音声化して、制作、販売していく。

## 沿革
- 1991年 - パンローリングの設立。
- 1992年 - ソフトウェア「中源線建玉法」(for MS-DOS)を発売
- 1997年 - ソフトウェア「パンスプレッド」を発売。ウェブサイト「 www.panrolling.com」を 開設
- 1999年 - 翻訳書『新マーケットの魔術師』を発売。ソフトウェア「チャートギャラリーVer.1」を発売。
- 2000年 - 取引書店が300点を突破。オンライン書店「トレーダーズショップ」の開設。個人投資家向けセミナーを開催。
- 2002年 - 自社発送センターの設立。
- 2004年 - 復刻マンガシリーズの刊行を開始。
- 2005年 - 日販、東販に取引口座の開設。
- 2006年 - オーディオブックシリーズの刊行開始。
- 2007年 - オンライン オーディオブック、電子書籍販売店「でじじ」の開設。
- 2008年 - 投資書籍の累積発行部数が100万部を突破。トレーダーズショップご利用者数10万人突破。オーディオブック音声再生端末「playwalk」の販売開始。フィギュア部門の設立、「フィギュア８マン」発売 。
- 2009年 - パンローリングの刊行書籍が ８カ国語に翻訳され、世界に販売展開。
- 2010年 - iPhoneアプリ、制作・販売開始。「カジノブックシリーズ」の刊行。
- 2012年 - 「フェニックスシリーズ」の刊行。電子書籍事業に参入。
- 2014年 - 講演・DVD視聴者数が累計30万人を突破 。
- 2017年 - 投資戦略フェアEXPO の来場者が5000名を突破する。
- 2018年 - Google Play にて45カ国9言語でオーディオブックの配信開始。「パンローリングチャンネル」の配信開始。